# Parafia Świętych Apostołów Piotra i Pawła w Kaliszu
Parafia Świętych Apostołów Piotra i Pawła – parafia prawosławna w Kaliszu, w dekanacie Łódź diecezji łódzko-poznańskiej.
Na terenie parafii funkcjonuje 1 cerkiew:
- cerkiew Świętych Apostołów Piotra i Pawła w Kaliszu – parafialna

## Historia
Parafia prawosławna w Kaliszu powstała w II połowie XVIII w., w związku z osiedlaniem się w mieście przybyłej z Macedonii ludności greckiej. Pierwsze wzmianki o parafii pochodzą z 1774; w tym czasie miasto zamieszkiwało 17 prawosławnych rodzin. Wspólnota podlegała początkowo Patriarchatowi Konstantynopolitańskiemu. Do 1782 parafią opiekowali się duchowni sprowadzani z Czerniowców. Wspólnota jeszcze do początków XIX w. nie posiadała miejscowego duszpasterza; posługi religijne w tym okresie pełnił duchowny z Poznania. W 1782 w nabytej przez społeczność kamienicy we wschodniej pierzei Głównego Rynku urządzono kaplicę (ówczesne władze nie zezwalały na budowę wolnostojących świątyń prawosławnych), a kilka lat później na obrzeżach miasta (dziś dzielnica Czaszki) założono cmentarz. Według przeprowadzanych spisów, w 1793 parafia liczyła 41 osób, a w 1811 – 66.
W 1818 władze miejskie przekazały parafii były katolicki kościół klasztorny przy ulicy św. Stanisława, który następnie zaadaptowano na cerkiew i wyświęcono pod wezwaniem św. Atanazego, natomiast kaplica w Głównym Rynku została zlikwidowana. W 1825 parafię włączono do Rosyjskiego Kościoła Prawosławnego.

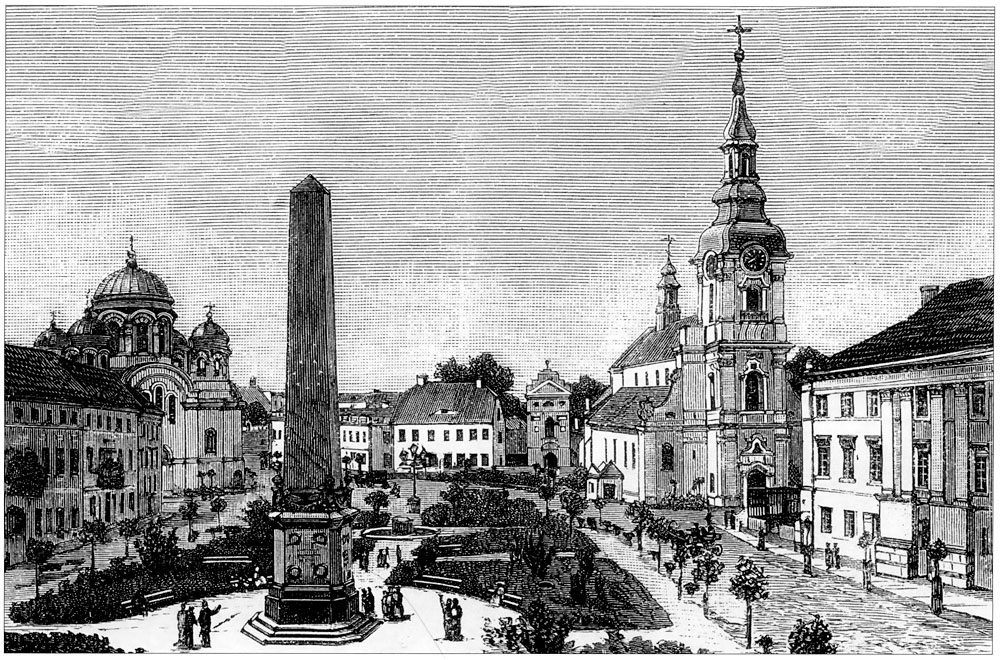
Plac św. Józefa w Kaliszu (rycina z 1877). Po lewej widoczny prawosławny sobór Świętych Apostołów Piotra i Pawła

Po upadku powstania listopadowego do miasta przybyło wielu Rosjan, głównie wojskowych. Z myślą o nich w Sali Musztry dawnego Korpusu Kadetów (przy obecnej ulicy Łaziennej) urządzono w 1832 cerkiew garnizonową pod wezwaniem św. Jerzego, której przydzielono stałego kapelana. W tym samym roku w Majkowie (dzisiejszej dzielnicy Kalisza) założono prawosławny cmentarz wojskowy, na którym chowano rosyjskich żołnierzy i ich rodziny (obecnie jest to katolicko-prawosławny cmentarz cywilno-wojskowy). W 1835 zamknięto – ze względu na zły stan techniczny – cerkiew św. Atanazego, a jej wyposażenie przeniesiono do cerkwi św. Jerzego (która odtąd zaczęła służyć również parafii cywilnej). Dalszy napływ Rosjan nastąpił po upadku powstania styczniowego; w 1870 w Kaliszu zamieszkiwało ponad 1200 osób narodowości rosyjskiej. W związku z tym władze carskie postanowiły wznieść w mieście okazałą świątynię prawosławną. Sobór pod wezwaniem Świętych Apostołów Piotra i Pawła – u zbiegu ulic Warszawskiej (obecnie Zamkowej) i Panny Marii (obecnie część Placu Jana Pawła II) – wzniesiono w latach 1875–1877 ze środków państwowego funduszu cerkiewno-budowlanego. Na uroczystości konsekracji, dokonanej przez arcybiskupa chełmsko-warszawskiego Leoncjusza (27 lipca 1877) obecnych było 3 jeszcze żyjących przedstawicieli społeczności greckiej. W nowej świątyni służyło dwóch prezbiterów (w tym protojerej), diakon i dwóch psalmistów. Parafia prowadziła działalność dobroczynną i oświatową. W ostatnich latach przed I wojną światową prawosławni stanowili ponad 10% mieszkańców miasta.

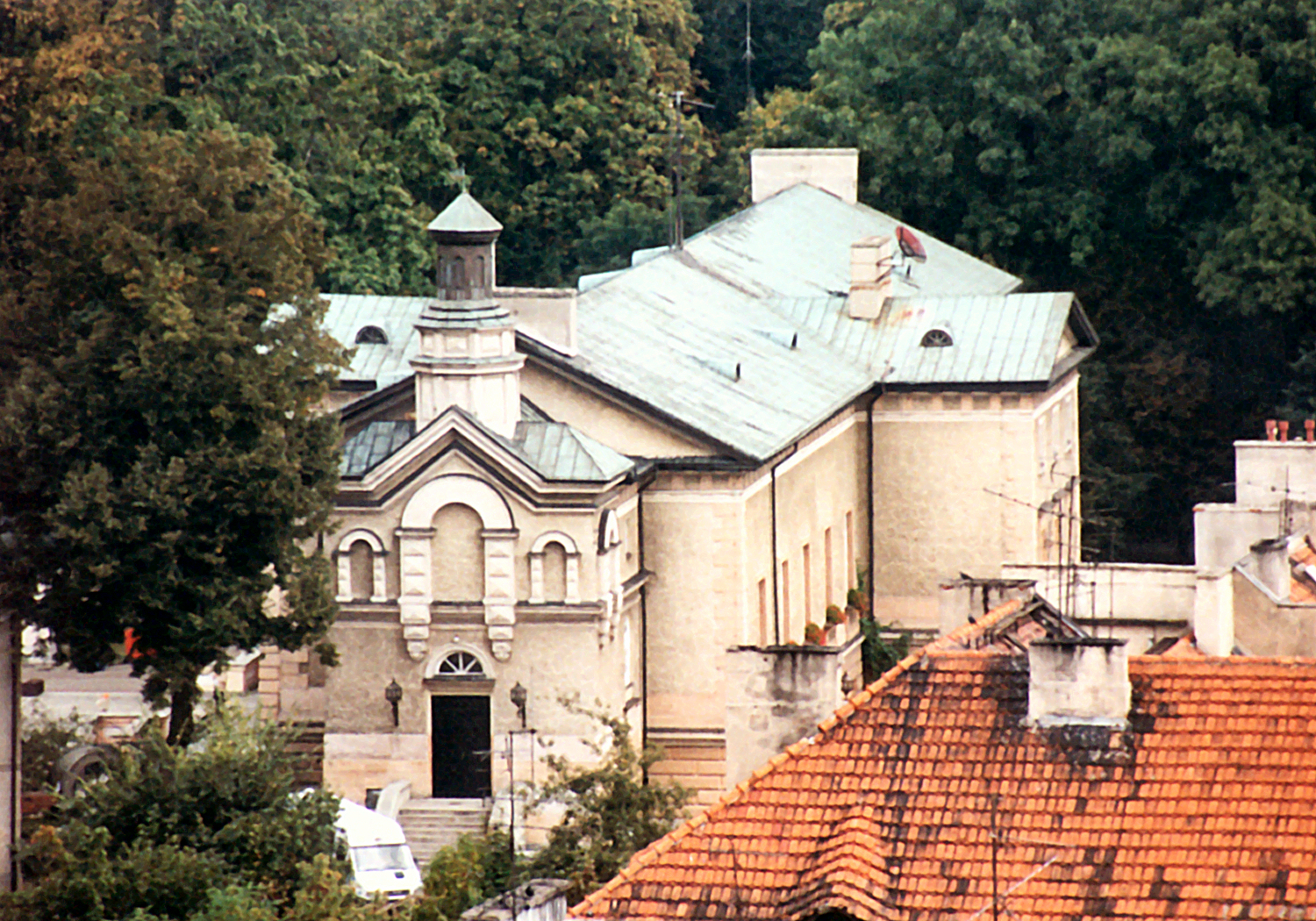
Budynek dawnej cerkwi garnizonowej św. Jerzego

Bezpośrednio po wybuchu I wojny światowej większa część ludności prawosławnej opuściła Kalisz (razem z wycofującymi się wojskami rosyjskimi, jeszcze przed zburzeniem miasta przez wojska niemieckie). Według spisu z 1921, w Kaliszu zamieszkiwało na stałe 323 prawosławnych, spośród których aż 193 deklarowało narodowość polską (pozostali – rosyjską, rusińską i ukraińską). Po odzyskaniu przez Polskę niepodległości zarówno sobór Świętych Piotra i Pawła, jak i cerkiew garnizonowa św. Jerzego znalazły się w gestii polskich władz wojskowych. Początkowo w soborze planowano urządzić kościół garnizonowy, jednak Rada Miejska Kalisza zdecydowała o rozbiórce obiektu, co nastąpiło w 1928. W dawnej cerkwi św. Jerzego urządzono świetlicę wojskową. Prawosławni organizowali nabożeństwa w kapliczkach cmentarnych (na Czaszkach i w Majkowie), w latach 1921–1926 na terenie szkoły ewangelickiej, a od 1926 w odzyskanym budynku parafialnym przy ulicy Niecałej. W 1928 w sąsiedztwie tego budynku rozpoczęto przygotowania do wzniesienia wolnostojącej cerkwi. 7 kwietnia 1929 poświęcono kamień węgielny pod jej budowę, 8 stycznia 1930 miało miejsce poświęcenie obiektu w surowym stanie, a we wrześniu tego samego roku oddano wyposażoną świątynię do użytku. Do jej zbudowania wykorzystano materiał z rozebranego soboru; nowa cerkiew otrzymała też wezwanie, które nosił sobór – Świętych Apostołów Piotra i Pawła. Ikonostas i niektóre utensylia sprowadzono z rozebranej cerkwi w Sieradzu. Część wiernych – niezadowolona z używania w języku liturgicznym (cerkiewnosłowiańskim) wymowy rosyjskiej – urządziła kaplicę domową, w której nabożeństwa odprawiano po cerkiewnosłowiańsku z wymową ukraińską.
W latach 20. XX w. wspólnota prawosławna w Kaliszu, tworząca w tym okresie placówkę filialną parafii św. Aleksandra Newskiego w Łodzi, weszła w skład diecezji warszawsko-chełmskiej Polskiego Autokefalicznego Kościoła Prawosławnego. Według spisu z 1931, wśród stałych mieszkańców Kalisza było 474 prawosławnych, z czego 157 deklarowało narodowość ukraińską, 136 – rosyjską (była to głównie „biała emigracja”), a ponad 200 zadeklarowało język polski jako ojczysty.
W 1920 w Kaliszu utworzono obóz dla internowanych żołnierzy Armii Czynnej Ukraińskiej Republiki Ludowej, w którym działało prawosławne duszpasterstwo wojskowe (na terenie obozu urządzono m.in. dwie cerkwie – Opieki Matki Bożej oraz szpitalną św. Pantelejmona). Prawosławną opieką duszpasterską byli też objęci Ukraińcy przebywający w obozie w Szczypiornie (obecnie dzielnica Kalisza), którzy później zostali przeniesieni do obozu kaliskiego. Cerkiew Opieki Matki Bożej działała również po zlikwidowaniu obozu i utworzeniu w jego miejsce Stanicy Ukraińskiej (1924), w której niekiedy przebywało nawet powyżej 1000 osób. W latach 30. jej duszpasterzami byli: ks. Iwan Weliwczenko i archimandryta Borys (Jakubowski). Zmarłych żołnierzy ukraińskich chowano na trzech cmentarzach: przy ulicy Górnośląskiej, w Majkowie oraz na założonym w 1914 cmentarzu w Szczypiornie (wykupionym w 1929 przez Ukraiński Komitet Centralny w Polsce, któremu Stanica podlegała). Stanica Ukraińska istniała jeszcze w czasie okupacji hitlerowskiej (i nawet w tym okresie posiadała prawosławne duszpasterstwo – w latach 1939–1944 jej kapelanem był ks. Łazar Woroniuk); kres jej działalności położyło dopiero wkroczenie Armii Czerwonej w 1945.
W czasie II wojny światowej cerkiew Świętych Piotra i Pawła była czynna; na niedzielnych nabożeństwach pojawiali się robotnicy przymusowi z Europy Wschodniej, a nawet jeńcy radzieccy. 7 lutego 1945 nastąpiła reaktywacja samodzielnej parafii prawosławnej w Kaliszu. W 1945 wszyscy obecni w cerkwi na uroczystości Paschy zostali zatrzymani przez NKWD, a następnie wywiezieni do radzieckich łagrów. Część kaliskich prawosławnych wyemigrowała do Europy Zachodniej. W parafii pozostało kilkadziesiąt osób.
Po wojnie parafia wchodziła w skład diecezji warszawskiej (1946–1948), następnie łódzko-wrocławskiej (1948–1951), a od 1951 r. należy do diecezji łódzko-poznańskiej Polskiego Autokefalicznego Kościoła Prawosławnego.
W latach 1999–2004 przeprowadzono zewnętrzny remont cerkwi parafialnej.
29 czerwca 2004 (w święto patronalne według nowego stylu) obchodzono 75-lecie poświęcenia kamienia węgielnego pod budowę cerkwi oraz 230-lecie istnienia parafii. Uroczystościom przewodniczył ordynariusz diecezji łódzko-poznańskiej, arcybiskup Szymon; obecni byli też przedstawiciele władz miejskich. 12 lipca 2006, podczas ponownej wizyty w parafii kaliskiej, arcybiskup Szymon poświęcił odrestaurowany cerkiewny ikonostas. W tym samym dniu hierarcha otrzymał przyznany przez prezydenta miasta medal „Honorowy Przyjaciel Miasta Kalisza”.
Parafia aktywnie uczestniczy w Święcie ulicy Niecałej w Kaliszu, odbywającego się corocznie w drugą sobotę września (tego dnia w świątyni służona jest Boska Liturgia, a następnie ma miejsce koncert muzyki cerkiewnej).
W 2018 r. parafia liczyła 30 osób.

## Wykaz proboszczów
- 1782–1805 – ks. Mikołaj Nikitas
- 1805–1808 – ks. Teodor Pietrowicz
- 1808–1827 – hieromnich Atanazy (Sawicz)
- 1827–1843 – ks. Bazyli Borysewicz
- 1843 – ks. Zachariusz Lewicki
- 1843(?) – ks. Aleksander Kruglewski
- 1844–1848(?) – ks. Onufry Liniewicz
- 1848–1857(?) – ks. Jakub Kraszanowski
- 1857–1864 – ks. Jakub Krzyżanowicz
- 1864–1875 – ks. Jan Blandowicz
- 1875–1889 – ks. Wakchus Guriew
- 1889–1898 – ks. Eutymiusz Guriew
- 1898–1902 – ks. Włodzimierz Tatarow
- 1902–1914 – ks. Jakub Siemienowski
- 1918–1919 – ks. Jan Kowalenko (administrator)
- lata 20. XX w. –1945 – archimandryta Herman (Kariakin) (administrator)
- 1945–1998 – ks. Teodot Malutczyk
- od 27.07.1998 – ks. Mirosław Antosiuk